# Lafoea symmetrica
Lafoea symmetrica is een hydroïdpoliep uit de familie Lafoeidae. De poliep komt uit het geslacht Lafoea. Lafoea symmetrica werd in 1899 voor het eerst wetenschappelijk beschreven door Bonnevie. 